# 우와지마정
우와지마정(宇和島町)은 에히메현 기타우와군에 설치된 촌이다. 